# Macrosiphum jeanae
Macrosiphum jeanae är en insektsart. Macrosiphum jeanae ingår i släktet Macrosiphum och familjen långrörsbladlöss. Inga underarter finns listade i Catalogue of Life.